# Lucien Steinberg
Lucien Steinberg (geboren 19. April 1926 in Bukarest; gestorben 3. März 2008 in Paris) war ein französischer Journalist und Historiker der Shoah.

## Leben
Steinbergs Vater stammte aus Jassy, er war in Paris zum Lehrer ausgebildet worden und betrieb in den 1920er Jahren eine französische Buchhandlung in Bukarest. Erste Deutschkenntnisse erwarb Steinberg bei einem Kindermädchen der Familie. 1940 musste Steinberg aus rassistischen Gründen das Gymnasium in Bukarest verlassen, er besuchte danach eine Privatschule und wurde zum rumänischen Arbeitsdienst eingezogen. Als Jugendlicher beteiligte er sich an antifaschistischen Aktivitäten gegen das Antoniescu-Regime, wobei drei seiner Freunde entdeckt und zum Tode verurteilt wurden. Mit der Mutter, die aus einer ungarisch-jüdischen Rabbinerfamilie stammte, und der Schwester emigrierte er nach dem Tod des Vaters im September 1943 nach Palästina. 1948 ging er zum Medizinstudium nach Paris, engagierte sich dort aber mehr in der Organisierung der Holocaustüberlebenden, die als Displaced Persons in Europa keinen Platz fanden und nach Palästina übersiedeln wollten.
Nach einem Studium der Politischen Wissenschaften arbeitete Steinberg als freiberuflicher Journalist, zunächst für die Nachrichtenagentur Reuters. Steinberg war Mitglied der Parti communiste français. Isaac Schnersohn (1879–1969) konnte Steinberg für die Arbeit im Centre de documentation juive contemporaine (CDJC) gewinnen, und er begann dort damit, einen Bestand geretteter Gestapo-Akten auszuwerten, wofür er seine rudimentären Deutschkenntnisse auffrischen musste. Steinberg organisierte Ausstellungen über die Shoah und schrieb eine Reihe von Monografien, nur wenig davon wurde übersetzt. Sein besonderes Interesse galt dem jüdischen Widerstand gegen den Nationalsozialismus in Europa.
Als Journalist bekannt wurde er 1972 durch seine Interviews für das Magazin Historia mit dem SS-Standartenführer und Befehlshaber der Sicherheitspolizei (BdS) für das okkupierte Frankreich, Helmut Knochen, und dem Franzosen René Bousquet, der als Generalsekretär der Polizei des Vichy-Regimes an führender Stelle an der Deportation der Juden in Frankreich beteiligt war. In Nürnberg interviewte er auch den Kriegsverbrecher Erich von dem Bach-Zelewski. Für zehn Jahre war er Chefredakteur der Zeitung La Presse nouvelle.
Mit seiner Frau Hélène hatte er drei Kinder. Er ist auf dem Cimetière Montparnasse beerdigt.

## Schriften
- Nach der Katastrophe Reflexionen über Antisemitismus und den Holocaust 1970 – 2007, Berlin Metropol 2011
- „The scum of the earth“: ein Beitrag zur Situation der deutschsprachigen Emigration in Frankreich zu Beginn des Zweiten Weltkrieges, Bad Godesberg : Friedrich-Ebert-Stiftung, 1967
- Chroniques d'un Juif laïque, 2010
- mit Myriam Foss: Vie et mort des juifs sous l'Occupation, éditions Plon, 1998. ISBN 978-2-259-00079-6
- Les Allemands en France – 1940–1944, éditions Albin Michel, 1992. ISBN 978-2-226-01006-3
- Traque des juifs 1942–44, éditions Vie ouvrière. ISBN 978-2-87003-210-7
- Jews Against Hitler, Editions Gordon & Cremonesi, 1978. ISBN 978-0-86033-061-5
- Not as a Lamb, édition Saxon Ho., 1974. ISBN 978-0-347-00003-1
- Le Comité de défense des juifs en Belgique, 1942-1944, éditions de l'université de Bruxelles, 1973
- La révolte des justes. les juifs contre Hitler 1933–1945, éditions Fayard, 1970
- Centre de documentation juive contemporaine: Les autorités allemandes en France occupée inventaire commenté de la collection de documents conservés au C.D.J.C. provenant des archives de l'ambassade d'Allemagne, de l'administration militaire allemande et de la Gestapo en France, 1966